# 鍋割宰
鍋割 宰（なべわり つかさ、1960年（昭和35年）‐）は、日本の実業家である。

## 来歴
和歌山県出身。1982年、大阪経済大学経営学部卒業後、ダイドーリミテッドに入社した。
2014年からニューヨーカー（現・ダイドーフォワード）取締役を務め、2019年にダイドーリミテッド取締役執行役員となる。
2020年4月に株式会社ダイドーリミテッド取締役社長に就任した。